# 高知県道46号中村宿毛線
高知県道46号中村宿毛線（こうちけんどう46ごう なかむらすくもせん）は、高知県四万十市から宿毛市に至る県道（主要地方道）である。

## 概要
四万十市実崎から宿毛市小筑紫町伊与野に至る。起点、終点ともに国道321号と接続し、国道321号の北側の山間部を通過する。四万十市深木 - 幡多郡三原村大字狼内間は未開通。
2013年（平成25年）からバイパスを事業化し、2022年（令和4年）11月8日に下切バイパスが開通し、2023年（令和5年）7月29日に亀ノ川バイパスが開通した。

### 路線データ
- 起点：高知県四万十市実崎（国道321号交点）
- 終点：高知県宿毛市小筑紫町伊与野（国道321号交点）

## 歴史
- 1993年（平成5年）5月11日 - 建設省から、県道宗呂中村線の一部、下長谷実崎線、下切小築紫線が中村宿毛線として主要地方道に指定される[3]。
- 2013年（平成25年） - 亀ノ川バイパス（延長300 m）事業化[2]。
- 2014年（平成26年） - 下切バイパス（延長1,336 m）事業化[2]。
- 2022年（令和4年）11月8日 - 下切バイパス（延長1,336 m）開通[2]。
- 2023年（令和5年）7月29日 - 亀ノ川バイパス（延長300 m）開通[2]。

## 路線状況

### 重複区間
- 高知県道21号土佐清水宿毛線（幡多郡三原村大字上下長谷 - 幡多郡三原村大字宮ノ川）
- 高知県道344号宗呂中村線（幡多郡三原村大字宮ノ川 - 幡多郡三原村大字下切）

### 道路施設

#### トンネル
- 下切トンネル：延長264 m、2009年（平成21年）竣工[4]、幡多郡三原村

## 地理

### 通過する自治体
- 高知県
  - 四万十市 - 幡多郡三原村 - 宿毛市

### 交差する道路
| 交差する道路                                                                 | 市町村名 | 市町村名 | 交差する場所   | 交差する場所 |
| ---------------------------------------------------------------------------- | -------- | -------- | -------------- | ------------ |
| 国道321号                                                                    | 四万十市 | 四万十市 | 実崎           | 起点         |
| 未供用区間                                                                   |          |          |                |              |
| 高知県道346号中村下ノ加江線                                                  | 幡多郡   | 三原村   | 大字狼内       |              |
| 高知県道21号土佐清水宿毛線 重複区間起点                                      | 幡多郡   | 三原村   | 大字上下長谷   |              |
| 高知県道21号土佐清水宿毛線 重複区間起点 高知県道344号宗呂中村線 重複区間起点 | 幡多郡   | 三原村   | 大字宮ノ川     |              |
| 高知県道344号宗呂中村線 重複区間終点                                         | 幡多郡   | 三原村   | 大字下切       |              |
| 国道321号                                                                    | 宿毛市   | 宿毛市   | 小筑紫町伊与野 | 終点         |

### 沿線
- 四万十市立八束小学校
- 三原村役場
- 三原村立三原小学校
- 三原村立三原中学校